# زلزال بطيء

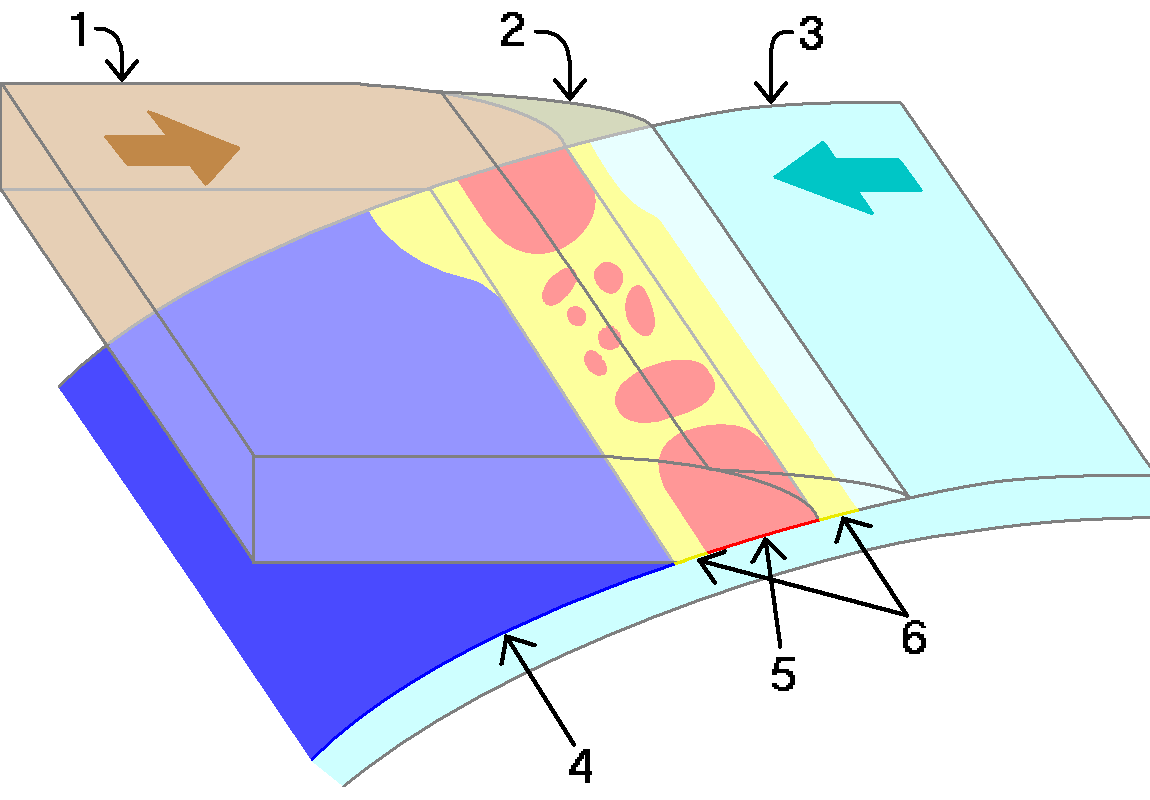
الاحتكاك بين الطبقات

الزلزال البطيء هو حدث شبيه بالزلازل الأخرى في أنها تكوّنت بسبب الكسر المُصاحب للصدع، والفارق كبير بينهما وذلك يتمثل بأن الزلازل البطيئة أن الكسر يكون بطيئاً فيستمر أياماً وشهوراً، بخلاف الزلازل الأخرى التي يكون فيها الكسر مُصاحباً للحظة وقوعها تقريباً. ويكون عزم قوة الزلزال البطيء بدرجة 6 أو 7 درجات تقريباً. وذلك لإن المساحة المشاركة في الكسر كبيرة للغاية. وقد اُكتشفت الزلازل البطيئة حديثاً بوصفها أحد أصول العمليات الأرضية.